# 北京冬奥公园
北京冬奥公园是中華人民共和國北京市石景山区的一個公園，由莲石湖公园、永定河休闲森林公园等多个公园整合而成，总长度约14公里，总面积约1142公顷，其中水面面积326公顷，绿地面积506公顷。公園位於永定河沿岸，周邊有首钢滑雪大跳台。公園於2021年9月29日開幕（一說10月1日开园）。
公园设有“丰沙记忆”、“织梦奥运”、“生活聚场”、“冰雪童趣”等主题景观节点，原养三站的站台亦被包含在内。